# Leo Hoegh
Leo Arthur Hoegh, född 30 mars 1908 i Audubon County, Iowa, död 15 juli 2000 i Colorado Springs, Colorado, var en amerikansk republikansk politiker. Han var Iowas guvernör 1955–1957. Han var av dansk härkomst.
Hoegh avlade 1929 kandidatexamen vid University of Iowa och fortsatte sedan med juridikstudier. Han deltog i andra världskriget som överstelöjtnant i USA:s armé. Mellan 1953 och 1955 tjänstgjorde Hoegh som Iowas justitieminister.
Hoegh efterträdde 1955 Leo Elthon som guvernör och efterträddes 1957 av Herschel C. Loveless. Han kandiderade utan framgång till en andra mandatperiod i guvernörsvalet 1956. Hoegh avled år 2000 och gravsattes på Evergreen Cemetery i Colorado Springs.